# Гусєвський район
Гусєвський район (рос. Гусевский район) — адміністративна одиниця Калінінградської області Російської Федерації.
Адміністративний центр — місто Гусєв.

## Адміністративний поділ
До складу району входять одне міське та 4 сільських поселення:
1. Гусєвське міське поселення
2. Калінінське сільське поселення
3. Кубановське сільське поселення
4. Маяковське сільське поселення
5. Михайловське сільське поселення